# Thialf
Das Thialf ist ein Eisstadion in Heerenveen, das 1967 als Freiluftarena eröffnet wurde. Benannt wurde das Stadion nach Thialfi, einem Diener des Gottes Thor in der nordischen Mythologie. 1986 wurde die Eisbahn überdacht, seitdem finden 12.500 Zuschauer im Thialf Platz.
Genutzt wird die Arena hauptsächlich für Eisschnelllaufwettbewerbe. Dank der guten Klimatisierungsbedingungen im Inneren der Halle galt die Arena lange als schnellstes Eis der Welt, was sich auch in den zahlreichen Weltrekorden widerspiegelte, die nach seiner Eröffnung im Thialf aufgestellt wurden. Die Bahn ist regelmäßiger Austragungsort von Weltcuprennen sowie Welt- und Europameisterschaften.
Neben der 400-Meter-Bahn hat die Halle vier weitere Eisflächen im Inneren die über einen Tunnel erreicht werden können. Diese sind eine 333-Meter-Kleinbahn, eine Eishockeyfeld mit 30 × 60 Metern, eine 30 × 30 Meter große Eisfläche für Anfänger und eine für den Curlingsport eingerichtete Fläche von 60 × 30 Metern. Das niederländische Eredivisie-Team Heerenveen Flyers trägt auf der im Inneren des Stadions enthaltenen Eishockeyfläche wichtige Spiele aus, tritt aber normalerweise in der zum Komplex gehörende Nebenhalle, dem Thialf IJsstadion, an.

## Geschichte
Seit dem 19. Jahrhundert organisierte der 1855 gegründete Eisverein Thialf (IJsvereniging Thialf) in der Gegend um den friesischen Ort Heerenveen Eislaufrennen auf Natureisbahnen. Im Oktober 1967 eröffnete im Süden Heerenveens mit dem IJsstadion Thialf eine der ersten 400-Meter-Kunsteisbahnen der Niederlande. In den 1970er- und 1980er-Jahren fanden auf der Freiluftanlage mehrere Welt- und Europameisterschaften im Mehrkampf statt. Als weltweit zweite Eisschnelllaufbahn – nach der Eisschnelllaufhalle Berlin-Hohenschönhausen – wurde die Thialf 1986 überdacht. Im November 1986 fanden in der vollklimatisierten Halle erstmals Weltcuprennen statt. Drei Monate später wurde in Heerenveen die erste überdachte Mehrkampfweltmeisterschaft (der Männer) ausgetragen. Bei diesen Titelkämpfen stellten mehrere Athleten Weltrekorde auf. Teilnehmer und Beobachter wie der ISU-Funktionär Thormod Moum lobten insbesondere die ausgeglichenen, vom Wind unabhängigen Bedingungen, die den Wettkampf gerechter gemacht hätten.
Die Thialf blieb trotz ihrer Lage auf Meeresspiegel-Niveau in den folgenden Jahrzehnten hinter den Hochland-Bahnen in Calgary (Olympic Oval) und Salt Lake City (Utah Olympic Oval) – wo die Sportler von dem geringeren Luftwiderstand profitierten – eine der schnellsten Eislaufbahnen der Welt, auf der viele Weltbestzeiten gelaufen wurden. Im frühen 21. Jahrhundert wurde das Thialf-Stadion mehrfach renoviert. Gleichzeitig hatte die Arena regelmäßig finanzielle Probleme: Im Jahr 2019 erwirtschaftete die Thialf trotz vieler ausverkaufter Veranstaltungen bei einem Jahresbudget von 3,6 Millionen Euro ein Defizit von 700.000 Euro, das der Bahndirektor vor allem auf die gestiegenen Strompreise zurückführte. Sie war daher auf finanzielle Unterstützung in Millionenhöhe unter anderem seitens der Regionalverwaltung, des nationalen Eisschnelllaufverbandes KNSB und des nationalen Sportverbandes NOC*NSF angewiesen.
Mit Blick auf die großen Erfolge niederländischer Eisschnellläufer vor allem in den 2010er-Jahren sowie angesichts des als kenntnisreich und begeisterungsfähig eingeschätzten Publikums bezeichneten ausländische Journalisten die Thialf-Arena als „globales Epizentrum“ der Sportart (Neue Zürcher Zeitung) beziehungsweise als „Kultstätte des Kufensports“, vergleichbar mit Wimbledon im Tennis (Frankfurter Allgemeine Zeitung).

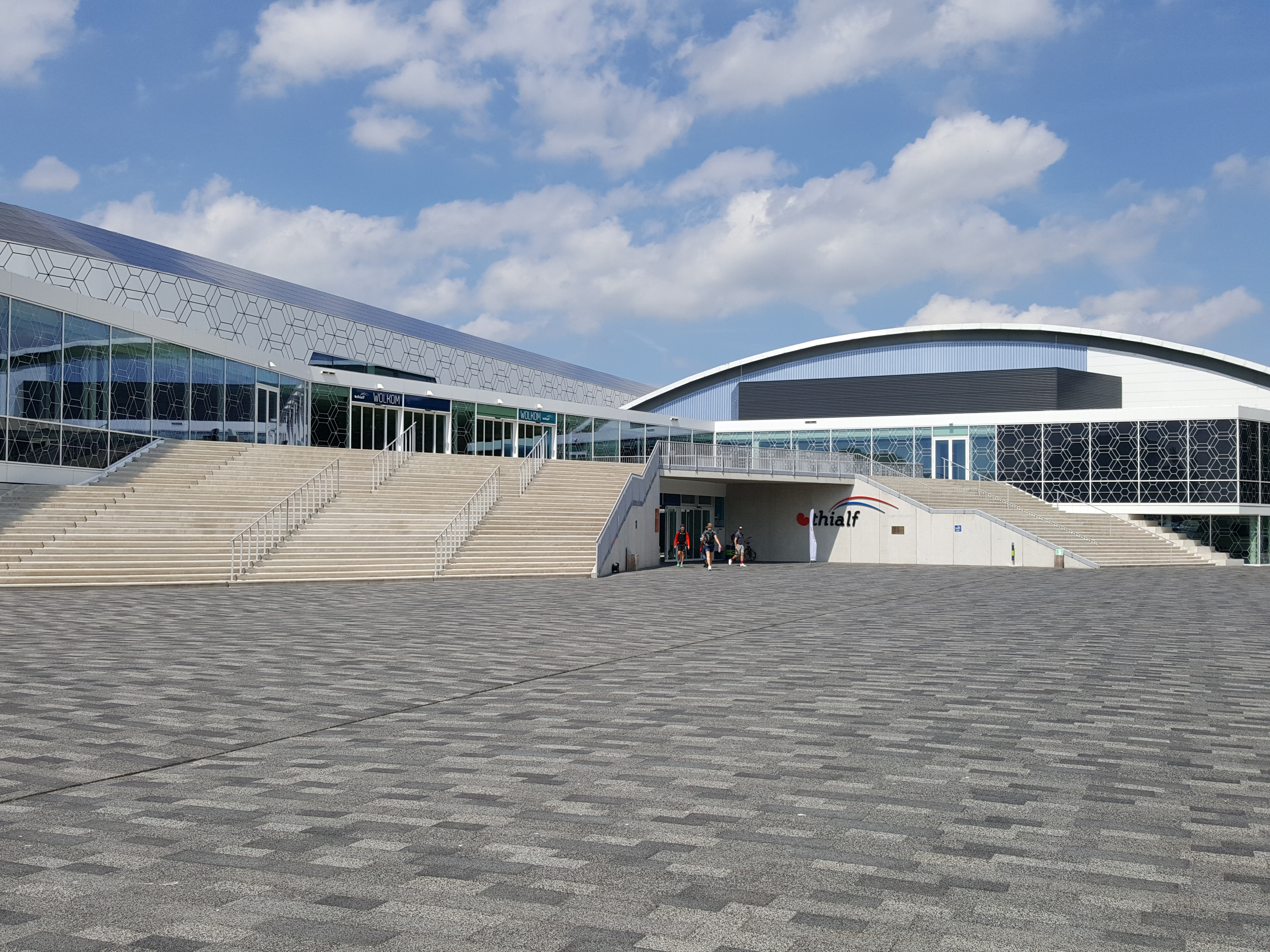
Außenansicht des Thialf-Stadions (2019)

## Veranstaltungen

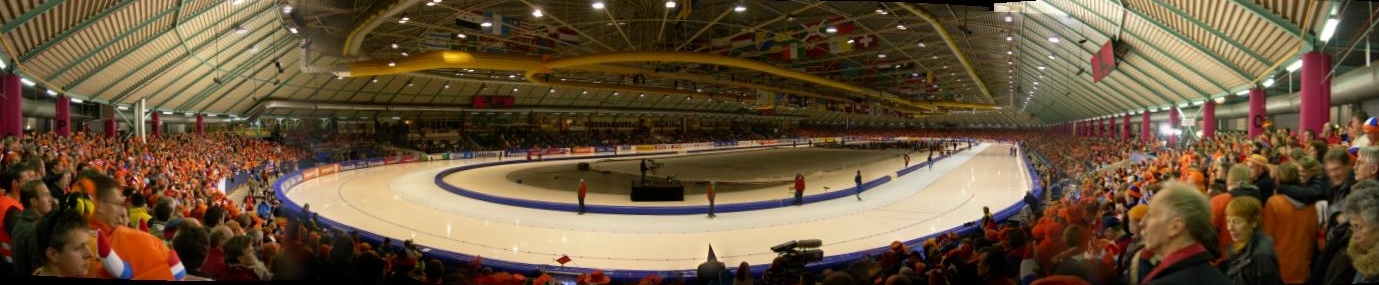
Panoramaansicht des Innenraums

| Einzelstreckenweltmeisterschaften | 1999, 2012, 2015, 2021, 2023 |
| Mehrkampfweltmeisterschaft        | 1972, 1974, 1976, 1977, 1980, 1987, 1991, 1992, 1998, 2002, 2007, 2010, 2014 |
| Sprintweltmeisterschaft           | 1985, 1989, 1996, 2006, 2008, 2011, 2019 |
| Mehrkampfeuropameisterschaft      | 1970, 1971, 1975, 1981, 1982, 1983, 1990, 1992, 1993, 1995, 1996, 1997, 1999, 2003, 2004, 2005, 2009, 2013, 2017, 2021 |
| Weltcup                           | 1986/87, 1987/88, 1988/89, 1989/90, 1990/91, 1991/92, 1992/93, 1993/94, 1994/95, 1995/96, 1996/97, 1997/98, 1998/99, 1999/2000, 2000/01, 2001/02, 2002/03, 2003/04, 2004/05, 2005/06, 2006/07, 2007/08, 2008/09, 2009/10, 2010/11, 2011/12, 2012/13, 2013/14, 2014/15, 2015/16, 2016/17, 2017/18, 2018/19, 2019/20, 2020/21, 2021/22, 2022/23 |
| Shorttrack                        | Teamweltmeisterschaften 2009, Europameisterschaften 2011 |
| Konzerte                          | André Rieu, Gloria Estefan, Prince, Thunderdome, Tina Turner, TOTO, Trance Energy, UB40, Whitney Houston |
| weitere Veranstaltungen           | Wahl der Miss Universe |

## Bahnrekorde
Die Thialf zählt zu den schnellsten Eisschnelllaufbahnen der Welt.

### Frauen

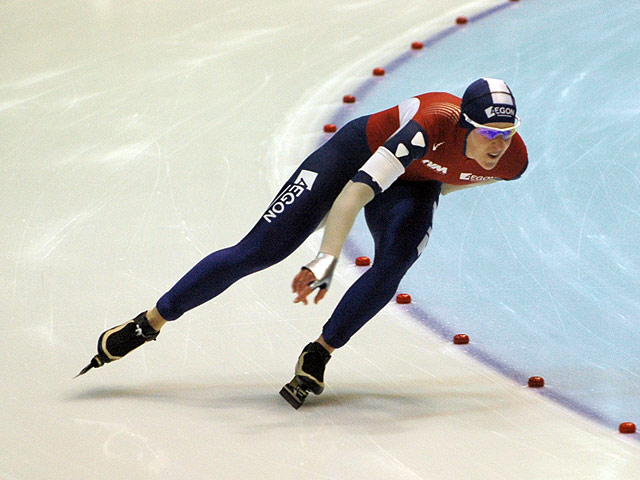
Ireen Wüst, 9. Februar 2007

| Strecke                   | Athlet                                                       | Zeit     | Datum             | Wettkampf                                      |
| ------------------------- | ------------------------------------------------------------ | -------- | ----------------- | ---------------------------------------------- |
| 0100 m                    | Jenny Wolf                                                   | 0 10,33  | 27. Januar 2007   | Weltcup 2006/07                                |
| 0500 m                    | Femke Kok                                                    | 0 36,97  | 15. Februar 2025  | Niederländische Strecken-Meisterschaften 2025  |
| 01000 m                   | Jutta Leerdam                                                | 01:12,80 | 28. Dezember 2022 | Niederländische Sprint-Meisterschaften 2023    |
| 01500 m                   | Antoinette Rijpma-de Jong                                    | 01:52,95 | 28. Dezember 2022 | Niederländische Mehrkampf-Meisterschaften 2023 |
| 03000 m                   | Irene Schouten                                               | 03:54,04 | 20. November 2022 | Weltcup 2022/23                                |
| 05000 m                   | Irene Schouten                                               | 06:41,25 | 5. März 2023      | Einzelstrecken-WM 2023                         |
| 10.000 m                  | Carien Kleibeuker                                            | 14:35,61 | 13. März 2018     | Kleiner und Großer Mehrkampf Wageningen 2018   |
| Teamsprint                | RusslandOlga Fatkulina, Angelina Golikowa, Darja Katschanowa | 01:26,17 | 10. Januar 2020   | EM 2020                                        |
| Teamverfolgung (6 Runden) | NiederlandeIrene Schouten, Antoinette de Jong, Ireen Wüst    | 02:54,12 | 9. Januar 2022    | EM 2022                                        |

Nicht oder nicht mehr im internationalen Wettkampf ausgetragen.
- Stand: 7. März 2023[12]

### Männer

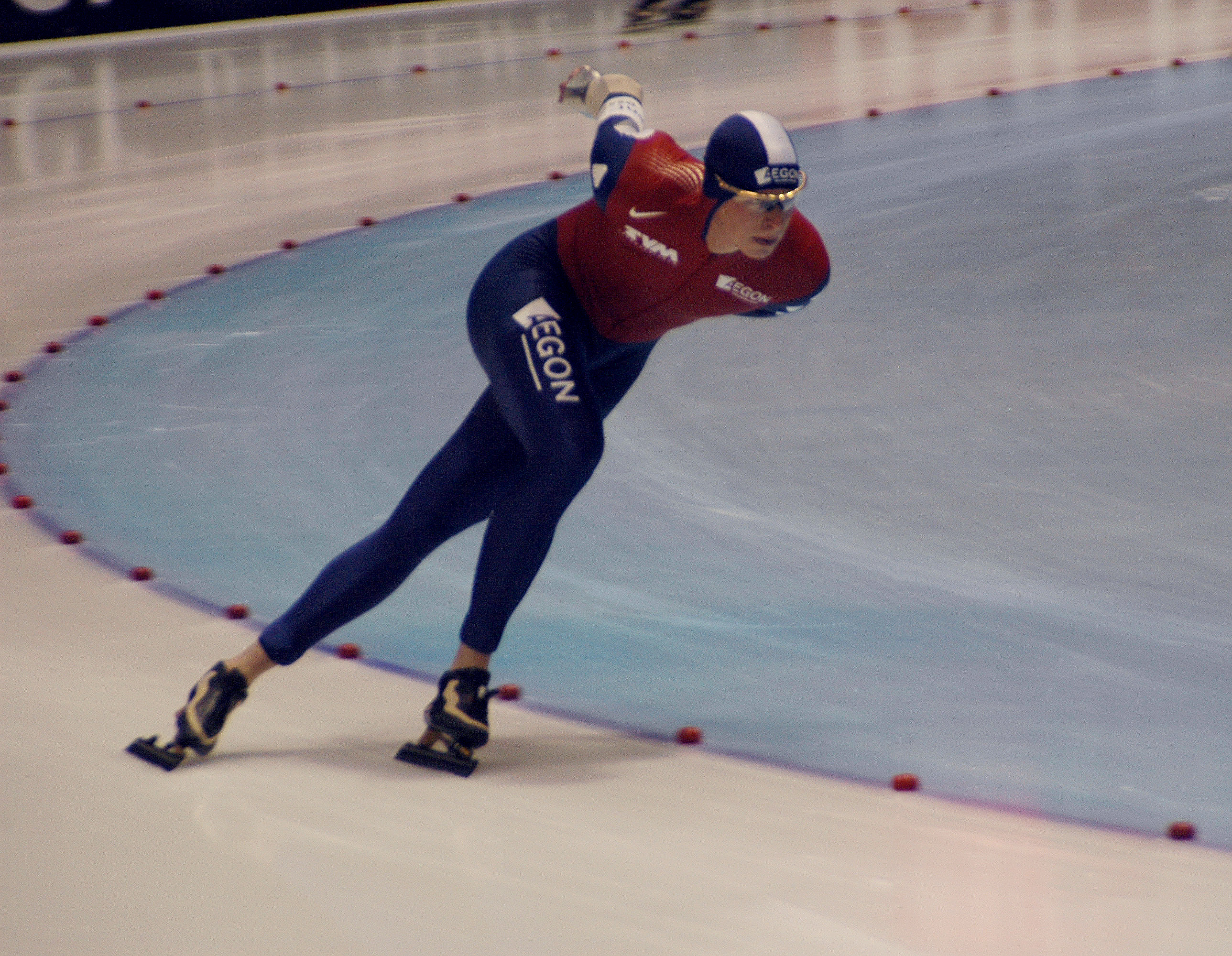
Sven Kramer, 8. Dezember 2007

| Strecke                   | Athlet                                                          | Zeit     | Datum             | Wettkampf                                     |
| ------------------------- | --------------------------------------------------------------- | -------- | ----------------- | --------------------------------------------- |
| 0100 m                    | Fengtong Yu                                                     | 0 9,52   | 18. Februar 2005  | Weltcup 2004/05                               |
| 0500 m                    | Jenning de Boo                                                  | 0 34,05  | 14. Februar 2025  | Niederländische Strecken-Meisterschaften 2025 |
| 01000 m                   | Pawel Kulischnikow                                              | 01:07,09 | 12. Januar 2020   | EM 2020                                       |
| 01500 m                   | Kjeld Nuis                                                      | 01:43,00 | 8. März 2020      | Weltcup 2019/20                               |
| 03000 m                   | Patrick Roest                                                   | 03:35,26 | 19. Dezember 2020 |                                               |
| 05000 m                   | Patrick Roest                                                   | 06:04,36 | 19. November 2022 | Weltcup 2022/23                               |
| 10.000 m                  | Nils van der Poel                                               | 12:32,95 | 14. Februar 2021  | Einzelstrecken-WM 2021                        |
| Teamsprint                | RusslandPawel Kulischnikow, Ruslan Muraschow, Wiktor Muschtakow | 01:18,92 | 10. Januar 2020   | EM 2020                                       |
| Teamverfolgung (8 Runden) | NiederlandeMarcel Bosker, Patrick Roest, Sven Kramer            | 03:37,97 | 7. Januar 2022    | EM 2022                                       |

Nicht oder nicht mehr im internationalen Wettkampf ausgetragen.
- Stand: 7. März 2023[12]

### Aufgestellte Weltrekorde
Insgesamt wurden seit der Überdachung des Thialf-Stadions in Heerenveen mehr als 30 Weltrekorde auf Einzelstrecken sowie in Mehrkämpfen aufgestellt, der Großteil davon in den späten 1980er- und frühen 1990er-Jahren. Auch im 21. Jahrhundert liefen einige Athleten Weltbestzeiten in der Thialf-Arena, darunter jeweils über 10.000 Meter Sven Kramer im Februar 2007 (in 12:49,88 Minuten) sowie Nils van der Poel im Februar 2021 (in 12:32,95 Minuten).

## Altes Thialf-Stadion
Mit dem Bau der dritten Kunsteisbahn in den Niederlanden wurde 1966 begonnen. Prinzessin Maria Christina der Niederlande weihte die Bahn am 14. Oktober 1967 ein. In der Winter-Saison 1982/83 lief die ostdeutsche Andrea Schöne-Mitscherlich bei der Mehrkampfeuropameisterschaft mit 7:40,97 über 5000 Meter Weltrekord. Im Mehrkampf belegte sie damit den ersten Rang und wurde Europameisterin. Mit 177,669 Punkten ist dies auch die erste offizielle Wertung als Weltrekord im Kleinen Mehrkampf gewesen.
Bahnrekorde der Frauen
| Strecke    | Athlet                     | Zeit    | Datum                | Wettkampf         |
| ---------- | -------------------------- | ------- | -------------------- | ----------------- |
| 0500 m     | Natalja Petrusjowa         | 0 41,24 | 23. Januar 1982      | Mehrkampf-EM 1982 |
| 1000 m     | Christa Rothenburger       | 1:22,74 | 23. Februar 1985     | Sprint-WM 1985    |
| 1500 m     | Karin Enke                 | 2:08,58 | 24. Januar 1983      | Mehrkampf-EM 1983 |
| 3000 m     | Andrea Schöne-Mitscherlich | 4:28,18 | 23. Januar 1983      | Mehrkampf-EM 1983 |
| 5000 m     | Andrea Schöne-Mitscherlich | 7:40,97 | 24. Januar 1983      | Mehrkampf-EM 1983 |
| Mehrkampf  | Athlet                     | Punkte  | Datum                | Wettkampf         |
| Sprint-MK  | Angela Stahnke             | 167,315 | 23.–24. Februar 1985 | Sprint-WM 1985    |
| Mini-MK    | Natalja Petrusjowa         | 173,386 | 23.–24. Januar 1982  | Mehrkampf-EM 1982 |
| Kleiner MK | Andrea Schöne-Mitscherlich | 177,669 | 23.–24. Januar 1983  | Mehrkampf-EM 1983 |

Nicht oder nicht mehr im internationalen Wettkampf ausgetragen.
- Stand: 18. September 2013[13]

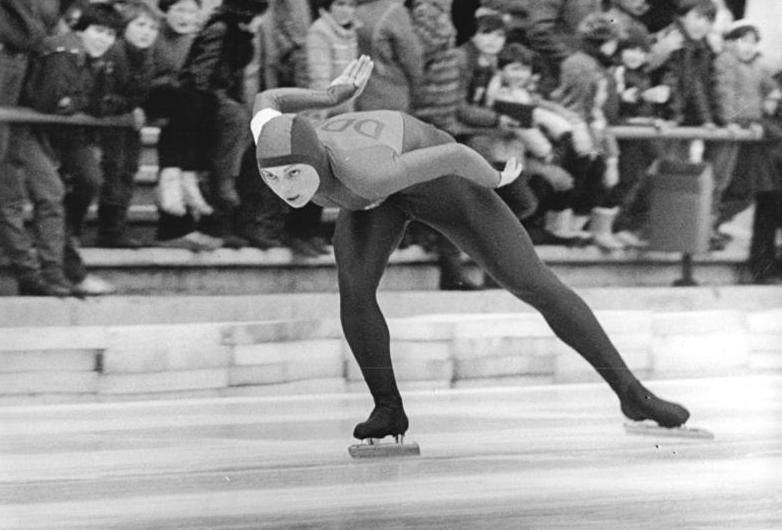
Andrea Schöne-Mitscherlich, 1985

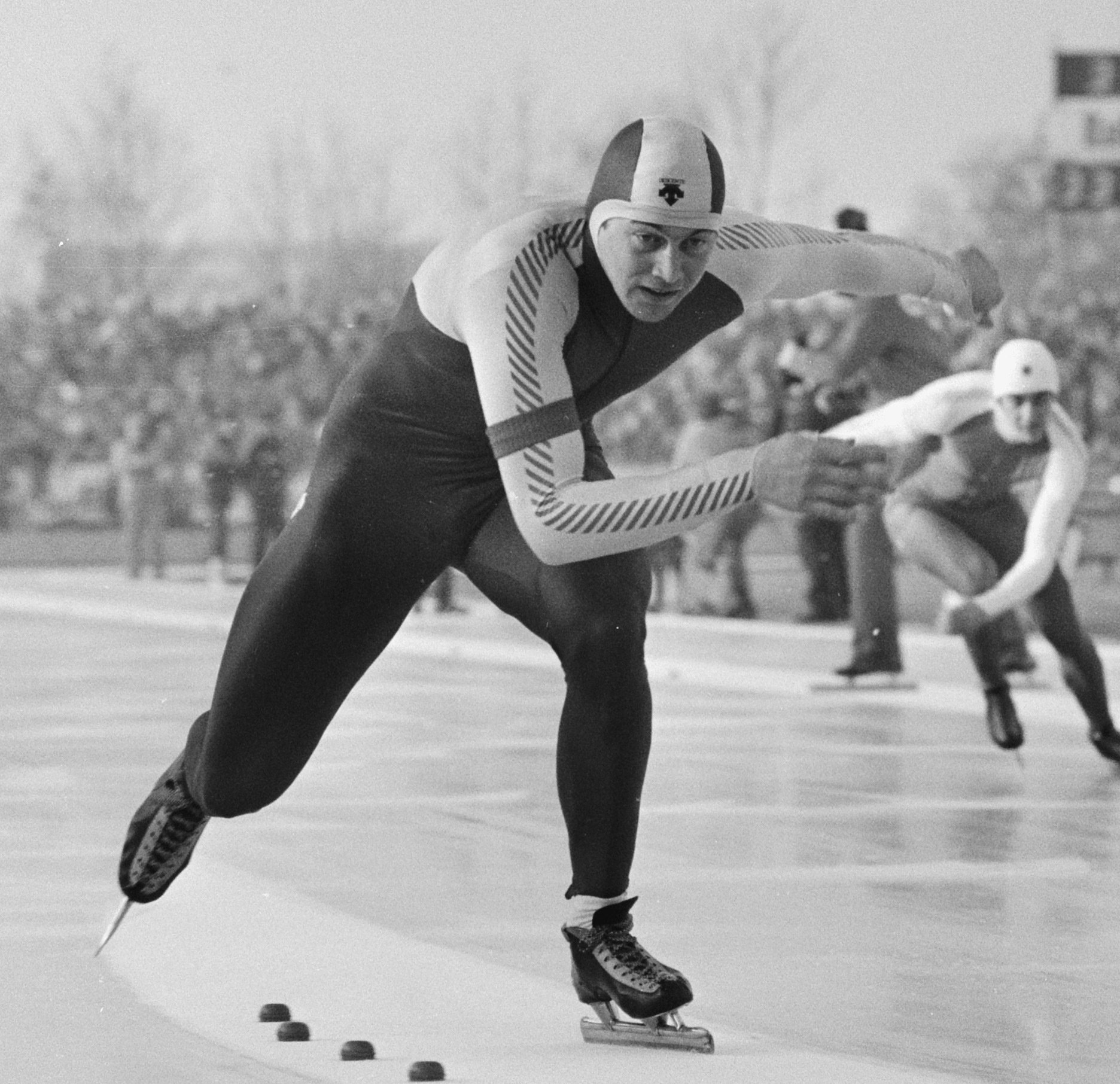
Ihar Schaljasouski, 1985

- Summe der auf 500 m heruntergebrochenen Einzelstrecken (500, 1000, 1500, 3000, 5000 Meter): 216,263 Punkte

Bahnrekorde der Männer
| Strecke    | Athlet               | Zeit     | Datum                 | Wettkampf                            |
| ---------- | -------------------- | -------- | --------------------- | ------------------------------------ |
| 0500 m     | Ihar Schaljasouski   | 0 37,91  | 23. Februar 1985      | Sprint-WM 1985                       |
| 0 1000 m   | Ihar Schaljasouski   | 01:14,30 | 23. Februar 1985      | Sprint-WM 1985                       |
| 01500 m    | Hilbert van der Duim | 01:58,50 | 15. November 1982     | ?                                    |
| 03000 m    | Tomas Gustafson      | 04:09,77 | 17. Dezember 1983     | Country Match 1984                   |
| 05000 m    | Hans van Helden      | 07:06,40 | 12. Februar 1977      | Mehrkampf-WM 1987                    |
| 10.000 m   | Hilbert van der Duim | 14:47,69 | 9. Januar 1982        | Niederländische Meisterschaften 1982 |
| Mehrkampf  | Athlet               | Punkte   | Datum                 | Wettkampf                            |
| Sprint-MK  | Ihar Schaljasouski   | 150,825  | 23.–24. Februar 1985  | Sprint-WM 1985                       |
| Kleiner MK | Rolf Falk-Larssen    | 164,709  | 17.–18. Dezember 1983 | Country Match 1984                   |
| Großer MK  | Hilbert van der Duim | 167,624  | 9.–10. Januar 1982    | Niederländische Meisterschaften 1982 |

Nicht oder nicht mehr im internationalen Wettkampf ausgetragen.
- Stand: 18. September 2013[13]
- Summe der auf 500 m heruntergebrochenen Einzelstrecken (500, 1000, 1500, 5000, 10.000 Meter): 201,584 Punkte